# Нью-Карачи
Нью-Карачи (англ. New Karachi) — техсил расположенный в северной части пакистанского города Карачи, столицы провинции Синд. 99 % населения — мусульмане.

## Географическое положение
Нью-Карачи расположен между рекой Лайари и холмами Мангхопир, также между Surjani Road на севере и Shahrah-e-Zahid Hussain на юге. Техсил граничит с Гадапом на севере и западе, с Гулбергом и Северным Назимабадом на юге. Техсил состоит из 13 союзных советов.

## Населения
В 1998 году население техсила составляло 684 183 человек.

## Власть
- Назим — М. Зулфикар
- Администратор — Афак Саид